# Profronde van Drenthe 2007
La Profronde van Drenthe 2007, quarantacinquesima edizione della corsa, valida come evento dell'UCI Europe Tour 2007 categoria 1.1, si svolse il 14 aprile 2007 su un percorso di 209,3 km. Fu vinta dall'olandese Martijn Maaskant, che terminò la gara in 4h 51' 18" alla media di 43,11 km/h.
Dei 166 ciclisti alla partenza 69 portarono a termine la competizione.

## Ordine d'arrivo (Top 10)
| Pos. | Corridore          | Squadra       | Tempo    |
| ---- | ------------------ | ------------- | -------- |
| 1    | Martijn Maaskant   | Rabobank Con. | 4h51'18" |
| 2    | René Joergensen    | Designa Køkk. | a 29"    |
| 3    | Luca Solari        | LPR           | s.t.     |
| 4    | Paul van Schalen   | Ubbink-Syntec | s.t.     |
| 5    | Eelke van der Wal  | P3 Transfer   | a 31"    |
| 6    | Diego Caccia       | Barloworld    | a 33"    |
| 7    | Maurizio Bellin    | LPR           | a 1'05"  |
| 8    | Jos Pronk          | Time          | s.t.     |
| 9    | Geert Omloop       | Jartazi       | s.t.     |
| 10   | Daniele Callegarin | LPR           | s.t.     |